# 南门 (星官)
南门是中国古代星官之一，属于二十八宿东方七宿的角宿，含有2颗星，其中最亮星为南门二，也是全天最亮星之一。
清代编成的《仪象考成》星表，南门增加了2星。

## 所含恒星及对应西方名称[1]
| 南门一   | ε Cen |
| 南门二   | α Cen |
|          |       |
| 南门增一 | R Cen |
| 南门增二 | α Cir |